# It's Time (Imagine Dragons)
It's Time is een nummer van de Amerikaanse band Imagine Dragons uit 2013. Het is de vierde single van hun debuutalbum Night Visions.
Het vrolijke nummer werd wereldwijd een klein hitje. In de Amerikaanse Billboard Hot 100 haalde het een bescheiden 15e positie. In de Nederlandse Top 40 haalde het de 36e positie, en in Vlaanderen haalde het de 1e positie in de Tipparade.

## NPO Radio 2 Top 2000
| Nummer met noteringen in de NPO Radio 2 Top 2000 | '18  | '19  |
| ------------------------------------------------ | ---- | ---- |
| It's Time                                        | 1383 | 1848 |

1. ↑  Een vetgedrukt getal geeft de hoogste notering aan.
2. ↑  2018 was het eerste jaar met een notering voor dit nummer.
3. ↑  Deze tabel is bijgewerkt tot en met de laatste editie (2024).